# جاكي لي
جاكي لي (بالإنجليزية: Jacky Lee)‏ هو لاعب كرة قدم أمريكية أمريكي، ولد في 11 يوليو 1939 في منيابولس في الولايات المتحدة، وتوفي في 2 مايو 2016.

## وصلات خارجية
- جاكي لي على موقع مرجع كرة القدم المحترفة.كوم (الإنجليزية)